# Ayrens
Ayrens – miejscowość i gmina we Francji, w regionie Owernia-Rodan-Alpy, w departamencie Cantal.
Według danych na rok 1990 gminę zamieszkiwało 545 osób, a gęstość zaludnienia wynosiła 21 osób/km² (wśród 1310 gmin Owernii Ayrens plasuje się na 384. miejscu pod względem liczby ludności, natomiast pod względem powierzchni na miejscu 294.).